# Henry Luce
Henry Luce (Dengzhou, China; 3 de abril de 1898 - Phoenix, Arizona; 28 de febrero de 1967) fue un empresario estadounidense, dueño de Time-Life.

## Infancia y Educación
Hijo de un Misionero, nació en Dengzhou (antes conocida como Penglai City), China, el 3 de abril de 1898. Después de ser educado en China (Chefoo School  de la  China Inland Mission) e Inglaterra, Luce se trasladó a los Estados Unidos, donde se graduó de Yale en 1920. En su permanencia adhiere a  Skull & Bones. Briton Hadden como presidente y Luce como editor  crearon Yale Daily News.

## Time Magazine
En abril de 1923, Luce y Briton Hadden, empezaron a publicar Time magazine. Este magazine, con pequeños artículos que refumían temas y asuntos, fue un gran éxito y para 1927 vendía sobre 175,000 copias a la semana. Hadden fue el editor del magazine hasta su temprana muerte en 1929.
Con el éxito de Time, Luce decidió expandir sus intereses de publicaciones. En 1929 compró la Revista de Negocios  Fortune, relacionada con la familia Forbes, Skull & Bones como él.
En noviembre de 1935, Henry se casa con Clare Booth Luce, ex editora de Vanity Fair. Al año siguiente empezaron a producir la Revista de fotos, Life. Luce también produjo The March of Time para la radio  (1931) y en versión cinematográfica en (1935). Otros magazines nuevos producidos por Luce incluyeron a House & Home (1952) y Sports Illustrated (1954).

## Ideas políticas
Después de la Segunda Guerra Mundial  Luce desarrolló opiniones políticas de ultraderecha convirtiéndose en un poderoso financista del Partido Republicano.
Luce fue un poderoso oponente de Fidel Castro y su gobierno revolucionario en Cuba. Esto incluyó el financiamiento del movimiento terrorista Alpha 66. Entre 1962 y 1963, Alpha 66 llevó a cabo muchos ataques armados contra Cuba. Estos incluyeron ataques contra instalaciones portuarias y buques extranjeros.

## Asesinato de Kennedy
El Imperio mediático de Luce fue usado contra John F. Kennedy. Cuando Kennedy fue asesinado, Life Magazine  de Henry Luce compró el film que Abraham Zapruder hizo del asesinato. Poco después del asesinato negociaron los derechos exclusivos de la historia con Marina Oswald. Esta historia jamás aparecería publicada. Luce publicó cuadros individuales del film de Zapruder, pero jamás permitió que fuera exhibido completo. Muchos de los investigadores consideran que Luce formó parte del encubrimiento posterior del asesinato.

## Últimos días
Luce, quien permaneció como redactor jefe de todas sus publicaciones hasta 1964, fue un miembro muy influyente del Partido Republicano.
Henry Luce murió en Phoenix, Arizona, el 28 de febrero de 1967.